# Fontaine de la ruelle Lamberton à Bitche
La fontaine se situe dans la ruelle Lamberton, dans la commune française de Bitche et le département de la Moselle. (Elle est située à l'intersection de la rue de l'abattoir et la rue Saint-Sébastien.) 

## Histoire
En grès daté 1766, elle représente les armoiries de la ville et est inscrite à l'inventaire topographique de la région Lorraine.